# Gafas de soldar

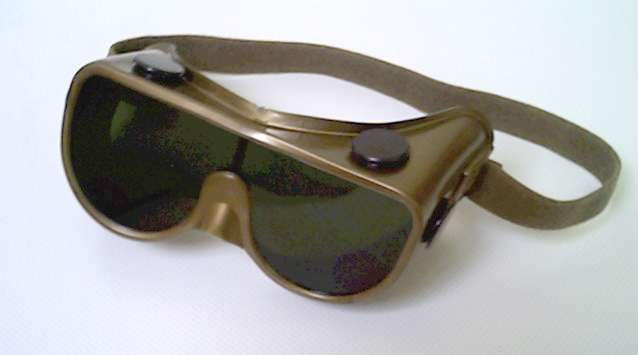
Gafas para soldadura de gas

Las gafas de soldar proporcionan un cierto nivel de protección ocular mientras se realizan algunos tipos de soldadura o corte. Están destinadas a proteger los ojos no solo del calor y la radiación óptica producida por la soldadura, con la intensa luz ultravioleta producida por un arco eléctrico, sino también de las chispas o escorias. También para la soldadura por arco puede ser necesaria una máscara completa, que brinda más protección.

## Uso
Los procesos de soldadura y corte, incluida la soldadura y el corte por arco así como la "soldadura fuerte", producen intensos rayos ultravioleta (UV), infrarrojos (IR) y otros de longitud de onda de luz visible. Las longitudes de onda UV y IR no se pueden ver y llegan a producir lesiones oculares sin que la víctima se  dé cuenta inmediatamente. Se necesitan filtros extremadamente oscuros del tipo adecuado para que el soldador pueda ver el metal intensamente brillante que está soldando. Una máscara de soldadura homologada también puede tener filtros para la protección de la radiación óptica y ofrece una protección adicional contra escorias y chispas. Las gafas de soldar y las gafas de protección con bloqueo UV con escudos laterales se consideran de protección primaria, mientras que la máscara frontal o el casco de soldadura son considerados de protección secundaria. Con las gafas los ojos todavía están protegidos incluso cuando la máscara o el casco se levantan de la cara.
El filtro óptico en las gafas de soldadura, la máscara facial o el casco tiene que ser del tipo adecuado para la clase de trabajo que se está realizando. Un filtro adecuado para la soldadura con gas, por ejemplo, no debe usarse para la soldadura por arco. Existen máscaras electrónicas de oscurecimiento automático para la soldadura por arco,  MIG, TIG y corte por plasma que permiten una mejor visión antes de que aparezca el arco y después de que se extinga. La carencia de uso de esta protección en el caso de la soldadura por arco, o incluso el hecho de estar cerca de donde se realiza la soldadura, puede dar lugar a una afección dolorosa llamada "fotoqueratitis", similar a una quemadura severa de la córnea y conjunctiva del ojo.